# Avenida Virrey Vértiz
La avenida Virrey Vértiz es una corta avenida de la ciudad de Buenos Aires, Argentina. Circula enteramente por el barrio de Belgrano, sirviendo como continuación de la avenida Luis María Campos.

## Características y recorrido
Es una breve avenida de poco más de 600 metros, la cual sirve como prolongación natural de la avenida del Libertador. Transcurre durante todo su trayecto por el barrio porteño de Belgrano, cruzándose en sus primeros 100 metros con la avenida Luis María Campos. En sus últimas tres cuadras pasa junto a las Barrancas de Belgrano y la estación Belgrano C de la Línea Mitre, para terminar su recorrido en la avenida Juramento, cerca de la entrada al Barrio Chino.
A pesar de su corta duración, es muy transitada y decenas de líneas de colectivos circulan por la misma, dado a su vinculación con otras arterias viales muy importantes de la ciudad, como la avenida del Libertador y Luis María Campos, y a su proximidad con lugares destacados como las Barrancas de Belgrano o el Barrio Chino.

## Historia
La avenida tiene sus orígenes con la creación del entonces pueblo de Belgrano, en 1860. Durante ese tiempo se la conoció bajo el nombre de Segunda, hasta que recibió su denominación actual en 1880, cuando Belgrano fue anexado a la ciudad de Buenos Aires.
Originalmente, su recorrido era mucho más extenso y comenzaba desde la actual avenida Intendente Bullrich —en lo que es actualmente Palermo—, para completar un total de aproximadamente 3 km, pasando a su vez por el Hipódromo de Palermo. Sin embargo, con la inauguración de la avenida del Libertador en 1950, su tramo fue reducido considerablemente hasta su actual corto trayecto de 600 metros.

## Toponimia
Debe su nombre al virrey Juan José de Vértiz y Salcedo, que gobernó el Virreinato del Río de la Plata entre los años 1778 y 1784, única persona nacida en América que ejerció dicho cargo.

## Galería

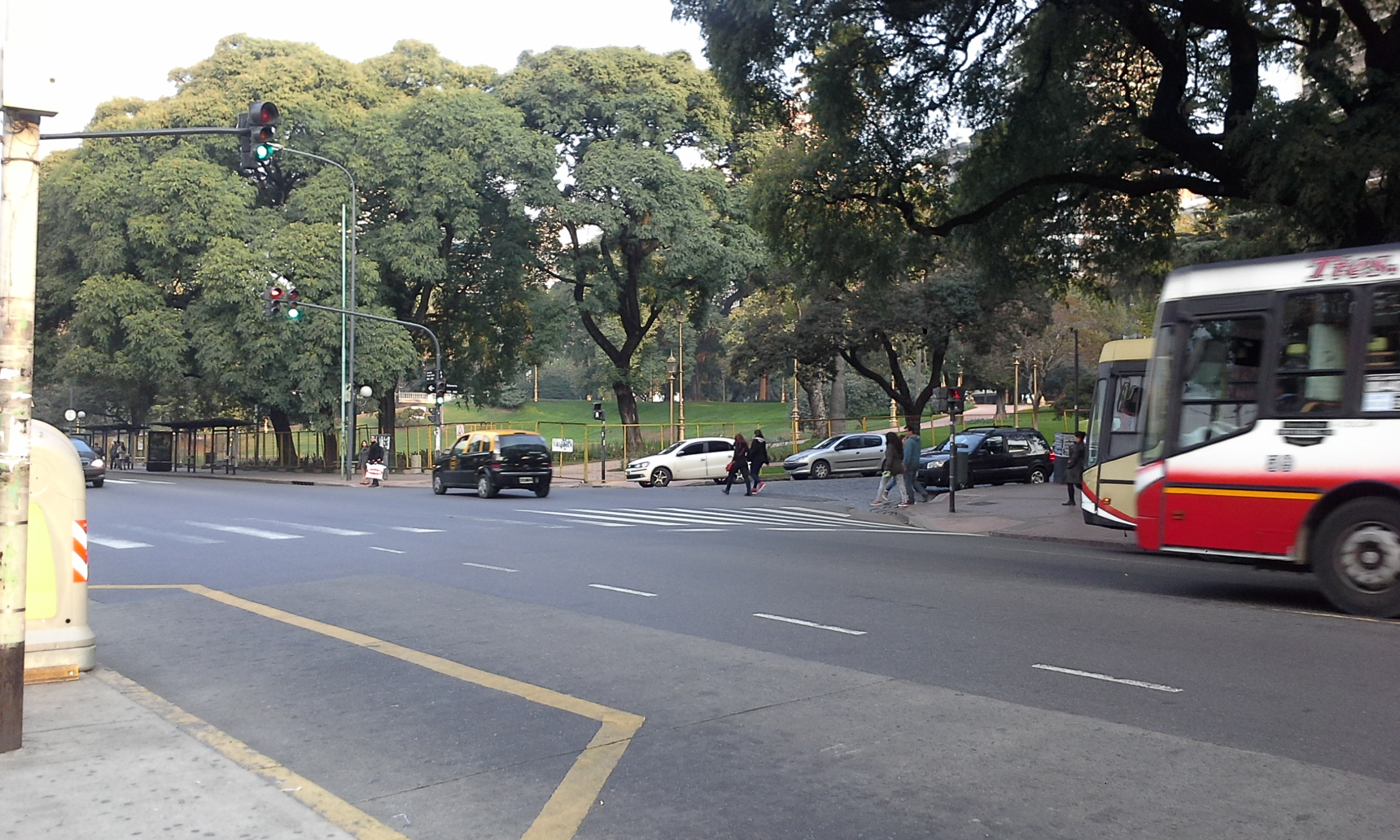
La avenida circulando por la segunda de las Barrancas de Belgrano.
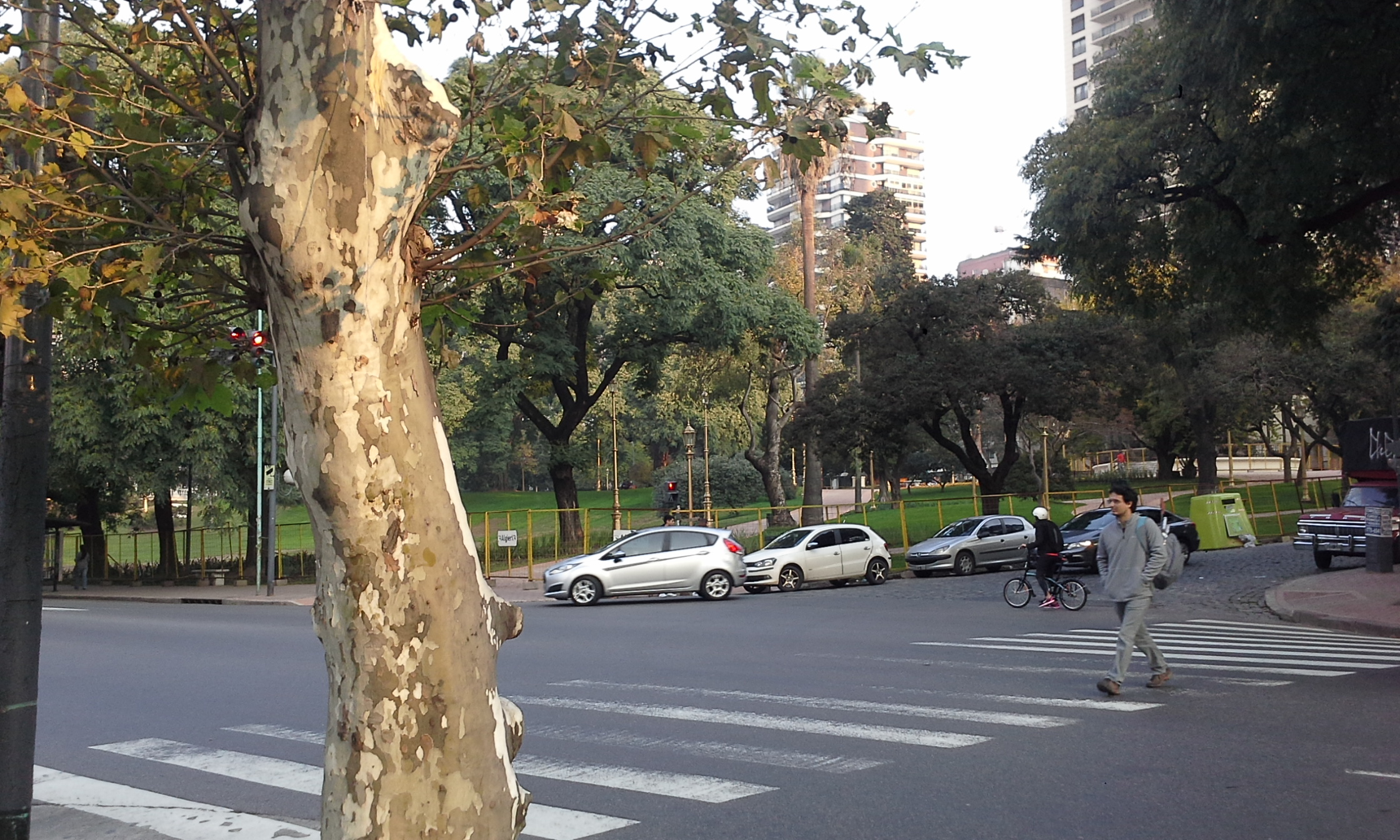
La avenida circulando por la tercera de las Barrancas de Belgrano.
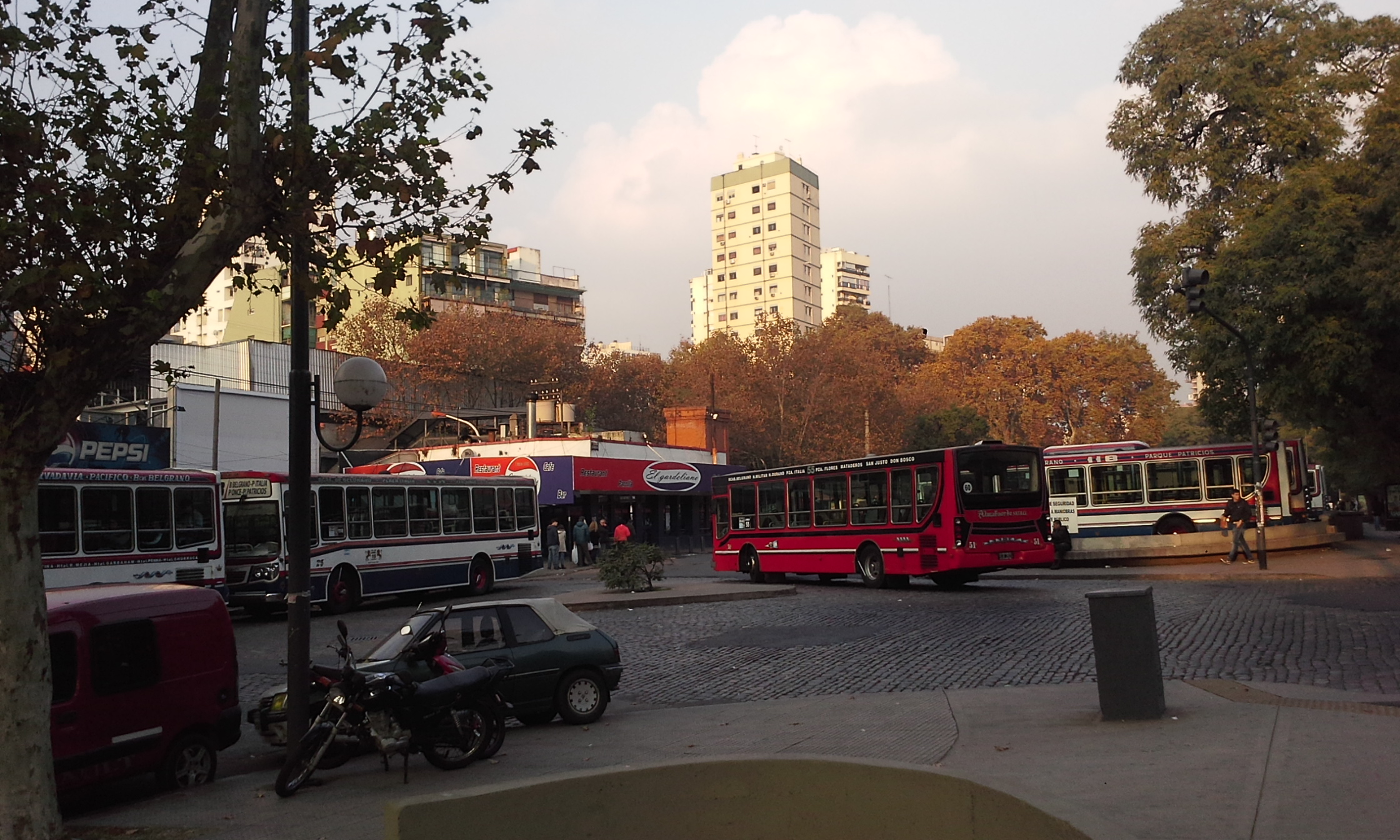
Paradas de colectivos de la avenida, situadas en las Barrancas de Belgrano.
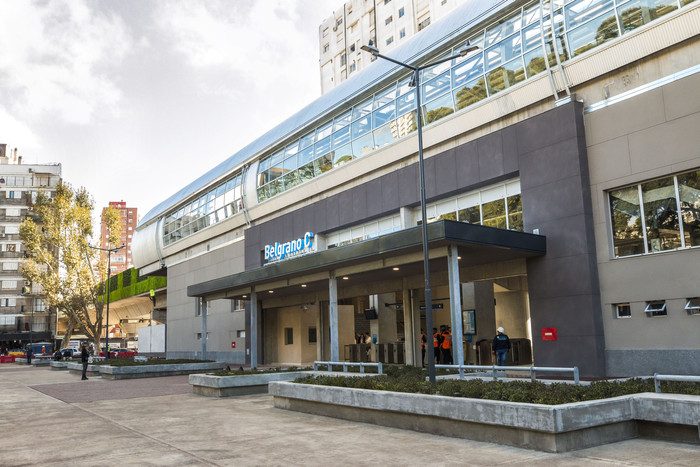
Entrada a la nueva estación Belgrano C desde la avenida Vértiz.

- Datos: Q108617350